# باب الشويج (الحيمة الخارجية)

تعديل مصدري - تعديل

باب الشويج هي إحدى قرى عزلة سهام بمديرية الحيمة الخارجية التابعة لمحافظة صنعاء، بلغ تعداد سكانها 72 نسمة حسب تعداد اليمن لعام 2004.